# Biologische waarde
De biologische waarde of de waarde van eiwitten is de verhouding tussen de hoeveelheid proteïne in voedsel ten opzichte van die in het menselijk lichaam. Een hoge biologische waarde betekent dat alle essentiële aminozuren ongeveer in dezelfde verhouding aanwezig zijn als in het menselijk lichaam.
Over het algemeen hebben dierlijke eiwitten een hogere biologische waarde dan plantaardige eiwitten. De biologische waarde van plantaardige eiwitten kunnen verhoogd worden door elkaar aan te vullen. Graan heeft een laag lysine- en een hoog methioninegehalte, terwijl peulvruchten een hoog lysine- en een laag methioninegehalte hebben. Soja-eiwit is een plantaardig eiwit met een hoge biologische waarde in vergelijking met de andere plantaardige eiwitten.
Een kippenei wordt van oudsher beschouwd als een eiwitbron met de hoogste biologische waarde (96%). Wei heeft echter een hogere biologische waarde, namelijk 104. Wanneer wei verder geconcentreerd wordt, kan de biologische waarde toenemen tot 150 à 160. Dit wordt veroorzaakt doordat wei-eiwitten rijk zijn aan vertakte aminozuren (valine, leucine en isoleucine).
Tegenwoordig wordt ook vaak de PDCAAS (protein digestibilty corrected amino acid score) gebruikt. Dit geeft aan de mate waarin een voedingseiwit werkelijk in de behoefte aan essentiële aminozuren kan voorzien, rekening houdend met de verteerbaarheid van het eiwit.